# &DNA
『&DNA』（アンドディーエヌエー）は、2017年1月25日にワーナーミュージック・ジャパンよりリリースされたパスピエのメジャー4枚目のフルアルバム。
前作『娑婆ラバ』から約1年4ヶ月ぶりのリリース。 Atlantic Japan移籍後初のアルバム作品となる。初回限定盤はスペシャルパッケージ仕様で、「電波ジャック」から「メーデー」まで20曲のミュージック・ビデオを収録したDVDが付属。
『演出家出演』以来の回文タイトルとなっている。

## 収録曲
| 全作曲: 成田ハネダ、全編曲: パスピエ。 |                        |                          |            |      |
| #                                      | タイトル               | 作詞                     | 作曲・編曲 | 時間 |
| 1.                                     | 「永すぎた春」         | 大胡田なつき             | 成田ハネダ | 4:16 |
| 2.                                     | 「やまない声」         | 大胡田なつき             | 成田ハネダ | 3:29 |
| 3.                                     | 「DISTANCE」           | 大胡田なつき             | 成田ハネダ | 4:27 |
| 4.                                     | 「ハイパーリアリスト」 | 大胡田なつき             | 成田ハネダ | 3:47 |
| 5.                                     | 「ああ、無情」         | 大胡田なつき             | 成田ハネダ | 3:55 |
| 6.                                     | 「メーデー」           | 大胡田なつき、成田ハネダ | 成田ハネダ | 4:24 |
| 7.                                     | 「マイ・フィクション」 | 大胡田なつき             | 成田ハネダ | 4:28 |
| 8.                                     | 「スーパーカー」       | 大胡田なつき             | 成田ハネダ | 4:24 |
| 9.                                     | 「夜の子供」           | 大胡田なつき             | 成田ハネダ | 4:18 |
| 10.                                    | 「おいしい関係」       | 大胡田なつき             | 成田ハネダ | 3:22 |
| 11.                                    | 「ラストダンス」       | 大胡田なつき             | 成田ハネダ | 4:23 |
| 12.                                    | 「ヨアケマエ」         | 大胡田なつき             | 成田ハネダ | 4:07 |
| 合計時間:                              | 合計時間:              | 合計時間:                | 49:20      |      |

## 特典DVD
初回限定盤に付属。「電波ジャック」から「メーデー」まで20曲のミュージック・ビデオを収録。
|    | 公開日         | タイトル                                     | ディレクター                                            |
| -- | -------------- | -------------------------------------------- | ------------------------------------------------------- |
| 1  | 2011年11月23日 | 電波ジャック                                 | 大胡田なつき                                            |
| 2  | 2012年6月1日   | トロイメライ                                 | 大胡田なつき 松本剛（共同ディレクター/編集）            |
| 3  | 2012年7月18日  | プラスティックガール                         | らくだ                                                  |
| 4  | 2012年9月21日  | デモクラシークレット                         | uttori                                                  |
| 5  | 2012年12月16日 | 脳内戦争                                     | 大胡田なつき                                            |
| 6  | 2013年3月8日   | フィーバー                                   | 松本剛                                                  |
| 7  | 2013年5月18日  | 最終電車 featuring 泉まくら(FragmentのREMIX) | 大胡田なつきと 大島智子 松本剛（共同ディレクター/編集） |
| 8  | 2013年6月1日   | S.S                                          | 松本剛                                                  |
| 9  | 2013年11月27日 | とおりゃんせ                                 | 松本剛                                                  |
| 10 | 2014年3月22日  | MATATABISTEP                                 | 松本剛                                                  |
| 11 | 2014年5月30日  | トーキョーシティ・アンダーグラウンド         | 松本剛                                                  |
| 12 | 2014年7月1日   | 七色の少年                                   | 松本剛                                                  |
| 13 | 2014年12月18日 | 贅沢ないいわけ (lyric video)                 | 松本剛                                                  |
| 14 | 2015年4月4日   | トキノワ                                     | 川村佳央（クリエイティブディレクター） 松本剛           |
| 15 | 2015年7月18日  | 裏の裏                                       | 松本剛                                                  |
| 16 | 2015年9月9日   | つくり囃子                                   | 松本剛                                                  |
| 17 | 2016年4月8日   | ヨアケマエ                                   | 脇坂侑希                                                |
| 18 | 2016年6月17日  | 永すぎた春                                   | 松本剛                                                  |
| 19 | 2016年7月26日  | ハイパーリアリスト                           | 松本剛                                                  |
| 20 | 2016年11月22日 | メーデー                                     | スミス                                                  |

## クレジット
- 大胡田なつき：ボーカル
- 成田ハネダ：キーボード
- 三澤勝洸：ギター
- 露崎義邦：ベース
- やおたくや：ドラムス